# Wikariat apostolski Galapagos
Wikariat Apostolski Galapagos (łac. Apostolicus Vicariatus Galapagensis) (hiszp. Vicariato apostólico de Galápagos) – wikariat apostolski Kościoła rzymskokatolickiego w Ekwadorze. Jest podległy bezpośrednio pod Stolicę Apostolską. Został erygowany 15 lipca 2008 roku w miejsce istniejącej od 1950 roku prefektury apostolskiej.

## Administratorzy

### Prefekci Apostolscy
- Pedro Pablo Andrade Sanchez O.F.M. (1951 - 1959)
- Juan de Dios Campuzano O.F.M. (1959 - 1967)
- Hugolino Cerasuolo Stacey O.F.M. (1967 - 1975)
- Serafín Luis Alberto Cartagena Ocaña O.F.M. (1980 - 1982)
- Manuel Antonio Valarezo Luzuriaga O.F.M. (1990 - 2008)

### Wikariusze apostolscy
- Manuel Antonio Valarezo Luzuriaga O.F.M. (2008 - 2013)
- Áureo Patricio Bonilla Bonilla O.F.M. (2013 -)